# Carné de Identidad (Cuba)
El Carné de Identidad de Cuba, también conocido como la Cédula de Identidad en algunos contextos, es un documento de reconocimiento fundamental emitido a los ciudadanos cubanos una vez alcanzan la mayoría de edad, que en Cuba se establece a los 16 años. Este documento es de carácter obligatorio para llevar a cabo una serie de actividades esenciales en la vida cotidiana y se convierte en un símbolo de la transición hacia la edad adulta y la plena participación en la sociedad cubana. 
El Carné de Identidad cubano, comúnmente abreviado como CIC, juega un papel importante en la identificación y documentación de los ciudadanos cubanos, proporcionando información esencial sobre la identidad y nacionalidad del titular de la tarjeta. Este documento es emitido por el Registro de Inmigración e Identificación, agencia gubernamental responsable de mantener el registro de población y gestionar los procesos relacionados con la identificación civil.

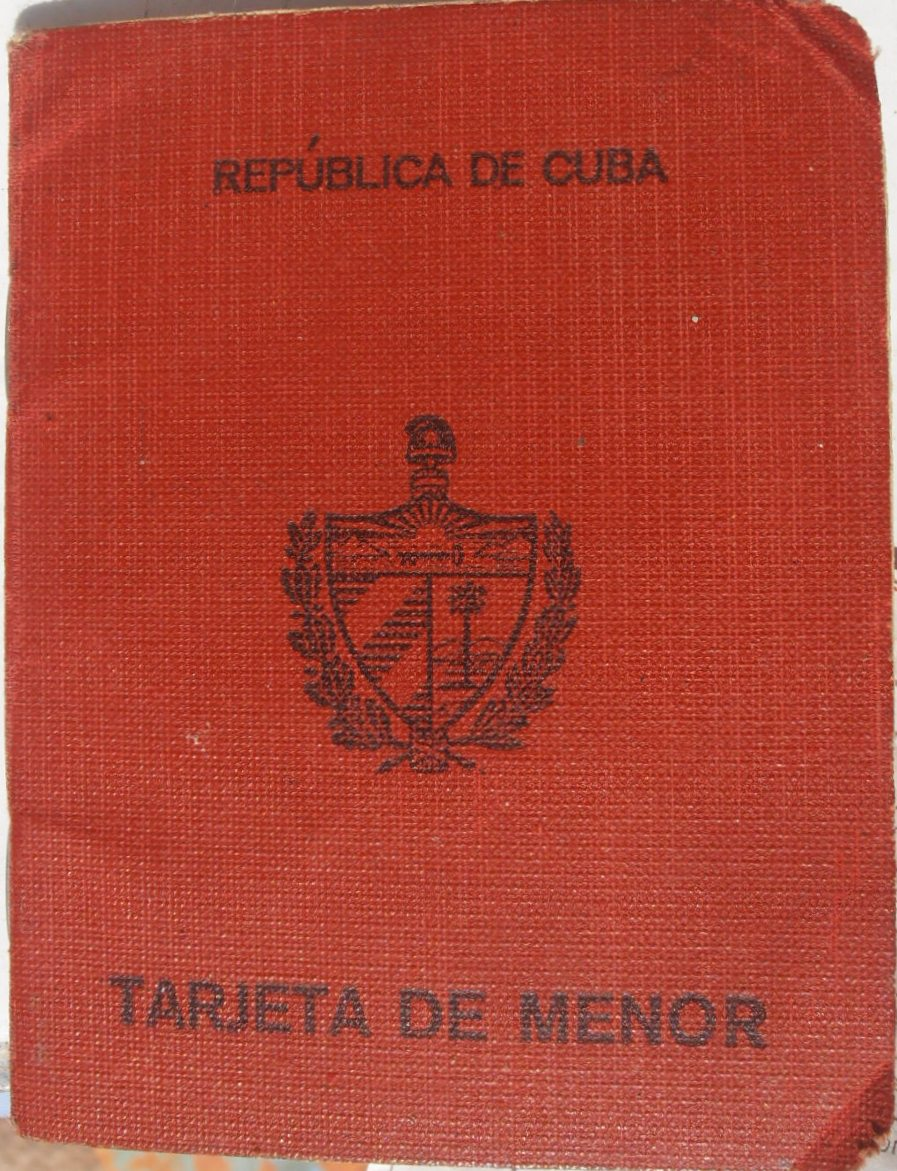
Antigua tarjeta de menor cubana

Al cumplir la mayoría de edad, se le otorga este documento a los ciudadanos, para reemplazar la Tarjeta de Menor, documento que identifica a los cubanos durante su niñez y adolescencia. Desde su última actualización, ambos documentos son muy similares. El paso de la cédula de menor a la cédula de identidad marca una etapa importante en la vida de los jóvenes cubanos, pues simboliza su entrada a la edad adulta y la adquisición de derechos y responsabilidades adicionales. Además, las tarjetas de identidad se han convertido en una herramienta esencial para acceder a servicios y participar en actividades legales y gubernamentales como obtener una licencia de conducir, abrir una cuenta bancaria e inscribirse en instituciones educativas, universitarias y votar en elecciones.
Además, hay un Carné de Identidad y Tarjeta de menor para aquellos extranjeros que opten por vivir en Cuba, ya sea temporal o permanente, el cual cuesta 250 pesos cubanos.
El proceso de solicitud y emisión del carné de identidad incluye la presentación de documentos que verifiquen la identidad del solicitante y su ciudadanía cubana, así como la toma de huellas dactilares y la toma de una fotografía reciente. Es importante señalar que este documento contiene información relevante, como nombre completo del propietario, fecha de nacimiento, número de identificación y fotografía actualizada, facilitando la verificación de identidad en muchos casos diferentes.